# Amours à la finlandaise
Pour plus de détails, voir Fiche technique et Distribution.
Amours à la finlandaise (Neljä pientä aikuista) est un drame romantique finlandais, français et suédois réalisée par Selma Vilhunen, sorti en 2023.

## Synopsis
Juulia et Matias sont un couple presque parfait et ont un fils Miro d'une dizaine d'années. Lui est pasteur, elle femme politique. Mais Matias trompe sa femme avec Enni qui elle-même à une fille Eevi.
Juulia finit par l'apprendre et après un temps de colère accepte la situation et propose à Matias et Enni de pratiquer le polyamour.
Juulia rencontre à son tour Miska qui est en relation polyamoureuse avec Yngve. Matias d'abord déboussolé accepte cette nouvelle configuration.
Tout semble pouvoir se vivre à peu près sereinement, si ce n'est les parents de Matias, Kaarina et Paavo, qui ont du mal à accepter la situation.
Mais Enni tombe enceinte de Matias, et là tout se complique.
Finalement après plusieurs péripéties et aménagements, tout le monde finit chez les beaux parents, pour fêter Noël toutes et tous ensemble, dans un véritable happy end.
Matias fait un sermon sur la petitesse de l'homme (qui renvoit au titre original : quatre petits adultes).

## Fiche technique
Sauf indication contraire, les informations mentionnées dans cette section peuvent être confirmées par les bases de données cinématographiques IMDb et Allociné,  présentes dans la section « Liens externes ».
- Titre original : Neljä pientä aikuista
- Réalisation : Selma Vilhunen
- Scénario : Selma Vilhunen
- Musique : Sarah Assbring et Jacob Haage
- Décors :
- Costumes : Karoliina Koiso-Kanttila
- Photographie : Juice Huhtala
- Son : Rauno Mynttinen et Lotta Mäki
- Montage : Antti Reikko
- Production : Venla Hellstedt et Elli Toivoniemi
  - Coproducteur : Brigit Kemmer et Nima Yousefi
  - Producteur délégué : Petri Kemppinen, Roosa Toivonen et Ari Tolppanen
- Sociétés de production : Tuffi Films, Manny Films et Hobab
- Société de distribution : Haut et Court
- Budget :
- Pays de production :  Finlande,  France et  Suède
- Langue originale : finnois
- Format :
- Genre : Drame romantique
- Durée : 121 minutes
- Dates de sortie :
  - Pays-Bas : 29 janvier 2023 (Rotterdam)
  - Suède : 
    - 1er février 2023 (Göteborg)
    - 3 janvier 2024

  - Finlande : 27 décembre 2023
  - France : 3 janvier 2024

## Distribution
- Eero Milonoff : Matias
- Alma Pöysti : Juulia
- Oona Airola : Enni
- Pietu Wikström : Miska
- Vilhelm Blomgren